# 長谷川貞之
長谷川 貞之（はせがわ さだゆき、1958年 - ）は、日本の法学者。専攻は、民法・信託法。 法学博士（慶應義塾大学・1992年）。日本大学法学部教授。弁護士。

## 来歴
1958年、鳥取県に生まれる。1981年、学習院大学法学部卒業。遠藤浩に師事。1985年、慶應義塾大学大学院法学研究科修士課程修了。1988年、同大学院博士課程単位取得満期退学。1992年『過失相殺の理論史的系譜「被害者の過失」理論』で慶應義塾大学より博士（法学）の学位を授与される。1997年、駿河台大学法学部教授、2003年、獨協大学法学部教授、2004年、同大学大学院法務研究科教授などを歴任した。2007年、日本大学法学部教授。2017年、ドイツのヨハネス・グーテンベルク大学法学部客員研究員。
日本私法学会・比較法学会・日米法学会・信託法学会などに所属し、ペット法に関する研究にも取り組む。2006年、第二東京弁護士会に弁護士登録を行い、弁護士として実務にも携わる。
学会では、2011年に日本私法学会理事、2015年にペット法学会理事を務めた。

## 著書
- 『改正民法「債権法」における判例法理の射程』（共著、第一法規・2020年［分担執筆］）
- 『強行法・任意法の研究』（共著、成文堂・2018年［分担執筆］）
- 『人身損害賠償法の研究』（共著、保険毎日新聞社・2018年［分担執筆］）
- 『多角・三角取引と民法法理の深化』〈別冊NBL161号〉（共著、商事法務・2016年［分担執筆］）
- 『民法における強行法・任意法』（共著、日本評論社・2015年［分担執筆］）
- 『現代法と法システム』（共著、酒井書店・2014年［分担執筆］）
- 『非典型契約の総合的研究』〈別冊NBL142号〉（共著、商事法務・2013年）
- 『民法改正案の検討Ⅰ・Ⅱ・Ⅲ』（共著、成文堂・2013年[分担執筆]）
- 『強行法・任意法でみる民法』（共著、日本評論社・2013年[分担執筆]）
- 『担保権信託の法理』（単著、勁草書房・2012年）
- 『メディアによる名誉毀損と損害賠償』（共編、三協法規出版・2012年）
- 『多角的法律関係の研究』（共著、日本評論社・2012年［分担執筆］）
- 『財産法の新動向』（共著、信山社・2012年［分担執筆］）
- 『代理の研究』（共著、日本評論社・2011年［分担執筆］）
- 『社会の変容と民法典』（共著、成文堂・2010年［分担執筆］）
- 『法人保証・法人根保証の法理』（共著、商事法務・2010年［分担執筆］）
- 『金融・消費者取引判例の分析』（共著、経済法令研究会・2010年［分担執筆］）
- 『実務解説　信託法Q＆A』（共著、ぎょうせい・2008年［分担執筆］）
- 『現代民法学の理論と課題』（共著、第一法規・2002年［分担執筆］）
- 『法律行為無効の研究』（共著、日本評論社・2001年［分担執筆］）
- 『〈司法試験のための〉民法レベルアップ講座』（共著、辰巳法律研究所・1999年［分担執筆］）
- 『要論民法総則』（共著、1990年/改訂版・2001年）
- 『要論物権法』（共著、青林書院・1992年）
- 『要論債権総論』（共著、青林書院・1993年）
- 『法的思考のパラダイム』（単著、青山社・1998年）
- 『要論債権各論』（共著、青林書院・1999年）